# پیچ (ماشین ساده)

پویانمایی کار یک پیچ را نشان می‌دهد. هنگامی که شفت پیچ می‌چرخد، مهره به صورت خطی در امتداد شفت حرکت می‌کند. این نوعی از پیچ است که پیچ انتقال قدرت خوانده می‌شود.

پیچ سازوکاری است که حرکت چرخشی را به حرکت خطی و گشتاور (نیروی چرخشی) را به نیروی خطی تبدیل می‌کند. پیچ یکی از شش نوع ماشین ساده است. متداولترین شکل آن شامل یک شفت استوانه‌ای است با شیارهای مارپیچ یا برجستگی‌هایی در قسمت خارجی که رزوه نامیده می‌شوند. پیچ از میان سوراخی از جسمی یا واسطه‌ای دیگر می‌گذرد با رزوه‌هایی در قسمت داخلی سوراخ که با رزوه‌های پیچ جفت می‌شوند. هنگامی که شفت پیچ نسبت به رزوه‌های ثابت می‌چرخد، پیچ در امتداد محور خود نسبت به واسطه‌ای که آن را احاطه کرده حرکت می‌کند. برای مثال چرخاندن یک پیچ چوب آن را به درون چوب فرومی‌کند.

## تاریخچه
پیچ یکی از آخرین ماشین‌های ساده‌ای بود که ساخته شد. پیچ ابتدا در یونان باستان پدیدار شد و در سده نخست پیش از میلاد مسیح در پرس پیچی و پیچ ارشمیدس به کار می‌رفت، اما زمان پیدایش آن نامعلوم است.